# Bohdan Andrijiw
Bohdan Jewstafijowycz Andrijiw (ukr. Богдан Євстафійович Андріїв, ur. 12 sierpnia 1969 w Koniuchowie) – ukraiński polityk, prawnik i przedsiębiorca, mer Użhorodu od 2014 roku.

## Życiorys
Bohdan Andrijiw urodził się 12 sierpnia 1969 roku we wsi Koniuchów w obwodzie lwowskim. Szkołę średnią ukończył w 1986 roku w Dulibach. W latach 1986–1987 był młodszym pracownikiem medycznym szpitala rejonowego w Stryju. Następnie przez dwa lata służył w Armii Radzieckiej. W grudniu 1989 roku rozpoczął naukę w Państwowej Akademii Technologii Żywności w Odessie, którą ukończył w 1995 roku ze specjalizacją Urządzenia przemysłu spożywczego, a także zyskał uprawnienia inżyniera-mechanika.
W lipcu 1995 roku Andrijiw został powołany na stanowisko głównego specjalisty i kierownika działu w Zakarpackim Centrum Certyfikowanych Aukcji (wprowadzonych w czasie prywatyzacji w latach 90.). W latach 1996–2004 był pracownikiem regionalnego Karpackiego Urzędu Celnego. Pracował na stanowiskach starszego inspektora, głównego inspektora i szefa wydziału przeciwdziałania przemytowi. W 2004 roku ukończył studia prawnicze na Kijowskim Uniwersytecie Prawa Narodowej Akademii Nauk Ukrainy, uzyskując dyplom z zakresu prawoznawstwa oraz uprawnienia prawnika.
W 2006 roku został wybrany na zastępcę rady miejskiej Użhorodu V kadencji. Cztery lata później ponownie został radnym, wybranym z Partii Regionów.
Od marca 2013 roku do listopada 2014 roku był członkiem rady nadzorczej spółki Soniaczna Enerhija PLUS.
20 listopada 2014 roku został wybrany sekretarzem rady miejskiej i jednocześnie pełniącym obowiązki mera Użhorodu. Obie funkcje sprawował do 19 listopada 2015 roku, gdy został wybrany merem Użhorodu w wyborach samorządowych. Andrijiw startował wówczas z Partii Odrodzenia i został wybrany w drugiej turze, uzyskując 58,4% głosów. W 2016 roku znalazł się na liście najbogatszych merów ukraińskich miast. Jego rodzina zadeklarowała dochody w wysokości 6,8 mln UAH i 21 mln UAH na rachunkach bankowych. Do rodziny Andirjiwa należał także szereg nieruchomości (mieszkań, domów i działek).
W sierpniu 2018 roku Andrijiwowi postawiono zarzuty przywłaszczenia i defraudacji mienia poprzez nadużycie stanowiska służbowego na szczególnie dużą skalę (ust. 5 art. 191 Kodeksu karnego Ukrainy) oraz współudział w fałszowaniu dokumentów związanych z odbudową centrum kulturalno-historycznego „Sowie Gniazdo” (ust. 2 art. 28 Kodeksu karnego i ust. 2 art. 366 Kodeksu karnego). We wrześniu 2018 roku Miejski Sąd Rejonowy w Użhorodzie podjął decyzję o aresztowaniu Andrijiwa na okres dwóch miesięcy z możliwością zwolnienia za kaucją w wysokości 440 tys. UAH. Podczas rozprawy szef Zakarpackiej Obwodowej Administracji Państwowej Hennadij Moskal poręczył za Andrijiwa, wskutek czego został on zwolniony za kaucją. 6 września 2021 roku sprawa została umorzona z powodu przedawnienia.
W przededniu wyborów parlamentarnych w 2019 roku Andrijiw zapowiedział dołączenie do partii Zaufaj Czynom, założonej przez prorosyjskich polityków – mera Charkowa Hennadija Kernesa i mera Odessy Hennadija Truchanowa. Andrijiw znalazł się na siódmym miejscu listy Bloku Opozycyjnego, która w skali kraju uzyskała 3% głosów i nie przekroczyła progu wyborczego do Rady Najwyższej Ukrainy.
W wyborach samorządowych w 2020 roku Andrijiw startował jako kandydat niezależny. Oprócz niego w terytorialnej komisji wyborczej miasta Użhorodu zarejestrowano dwóch jego imienników – Bohdana Mychajłowicza Andrijiwa i Bohdana Jarosławowycza Andrijiwa. Nie przeszkodziło mu to jednak uzyskać reelekcji i w drugiej turze otrzymał 52,84% głosów, zwyciężając z byłym p.o. mera Użhorodu – Wiktorem Szczadejem z partii Sługa Ludu, który uzyskał 47,16% głosów.